# Рабия
Рабия (араб. ربيعة‎) или Гебелли (тур. Gebelli) — небольшой город на северо-западе Сирии, расположенный на территории мухафазы Латакия. Входит в состав района Латакия. Является административным центром одноимённой нахии.

## Географическое положение
Город находится в северной части мухафазы, к западу от горного хребта Ансария, на высоте 547 метров над уровнем моря.

Рабия расположена на расстоянии приблизительно 30 километров к северо-востоку от города Латакия, административного центра провинции и на расстоянии 248 километров к северо-северо-западу (NNW) от Дамаска, столицы страны.

## Население
По данным официальной переписи 2004 года численность населения города составляла 1986 человек (1009 мужчин и 977 женщин). В этническом составе населения преобладают туркоманы, в конфессиональном — сунниты.

## Транспорт
Ближайший гражданский аэропорт — Международный аэропорт имени Басиля Аль-Асада.